# هاري وليامز (لاعب كرة قدم)
هاري وليامز (بالإنجليزية: Harry Williams)‏ (و. 1898 – 1980 م) هو لاعب كرة قدم، من المملكة المتحدة، يلعب كقلب الدفاع (كرة القدم)، ومهاجم داخلي، توفي عن عمر يناهز 82 عاماً.